# Saint-Médard-d’Aunis
Saint-Médard-d’Aunis ist eine französische Gemeinde mit 2.367 Einwohnern (Stand: 1. Januar 2022) im Département Charente-Maritime in der Region Nouvelle-Aquitaine. Sie gehört zum Arrondissement La Rochelle, zum Kanton La Jarrie und ist Mitglied im Gemeindeverband La Rochelle Agglomération. Die Einwohner werden Saint-Medardains genannt.

## Geografie
Saint-Médard-d’Aunis liegt etwa 13 Kilometer östlich von La Rochelle in der historischen Landschaft Aunis. Umgeben wird Saint-Médard-d’Aunis von den Nachbargemeinden Sainte-Soulle im Norden und Nordwesten, Vérines im Norden, Sainte-Christophe im Süden und Osten, Clavette im Westen und Südwesten sowie Montroy im Westen.

## Bevölkerungsentwicklung
| Jahr                      | 1962 | 1968 | 1975 | 1982 | 1990 | 1999 | 2006 | 2013 |
| Einwohner                 | 713  | 713  | 764  | 1002 | 1073 | 1253 | 1449 | 2038 |
| Quelle: Cassini und INSEE |      |      |      |      |      |      |      |      |

## Sehenswürdigkeiten
- Kirche Saint-Médard aus dem 19. Jahrhundert
- Mühle Cabané aus dem 17. Jahrhundert

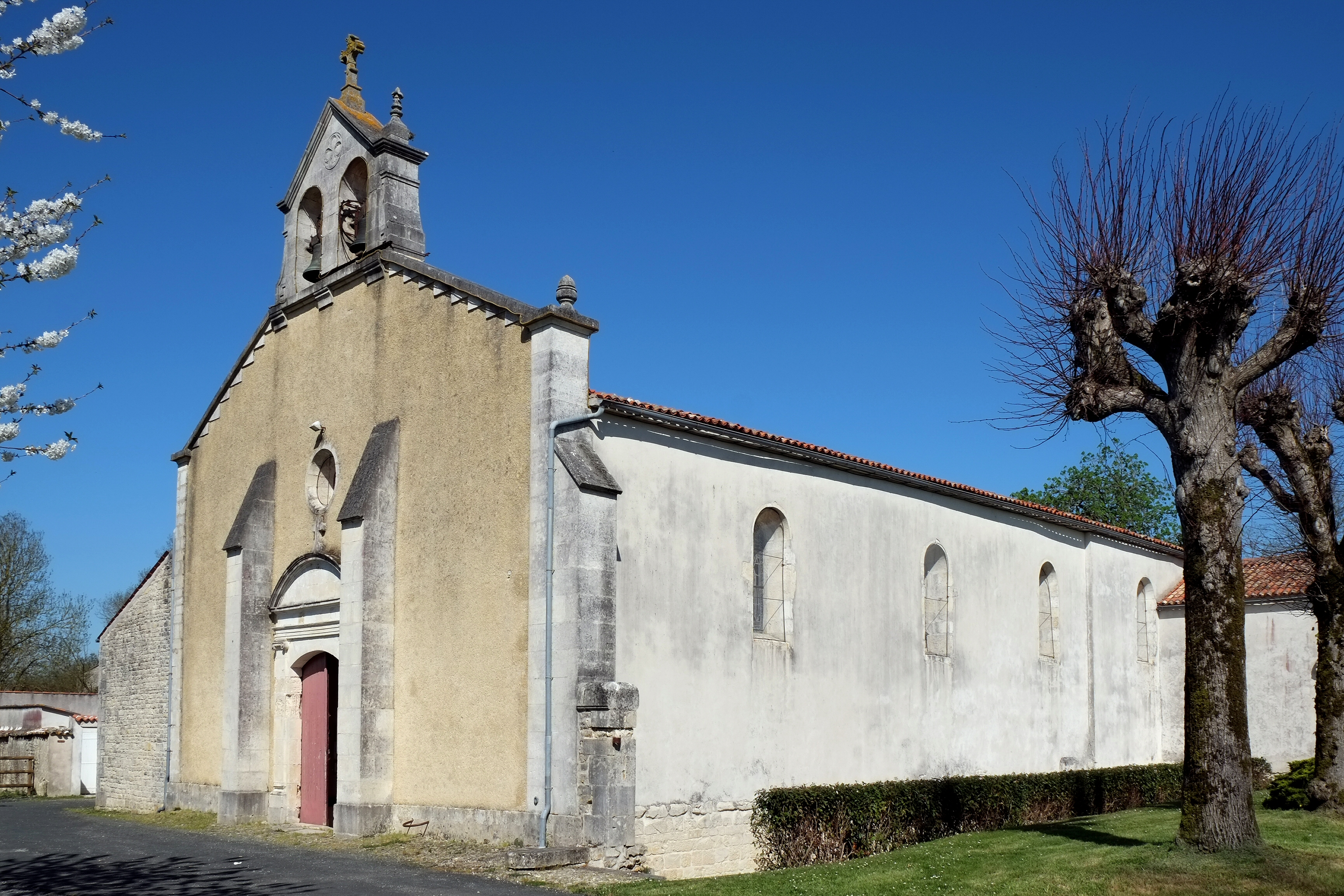
Kirche Saint-Médard